# El Mourouj

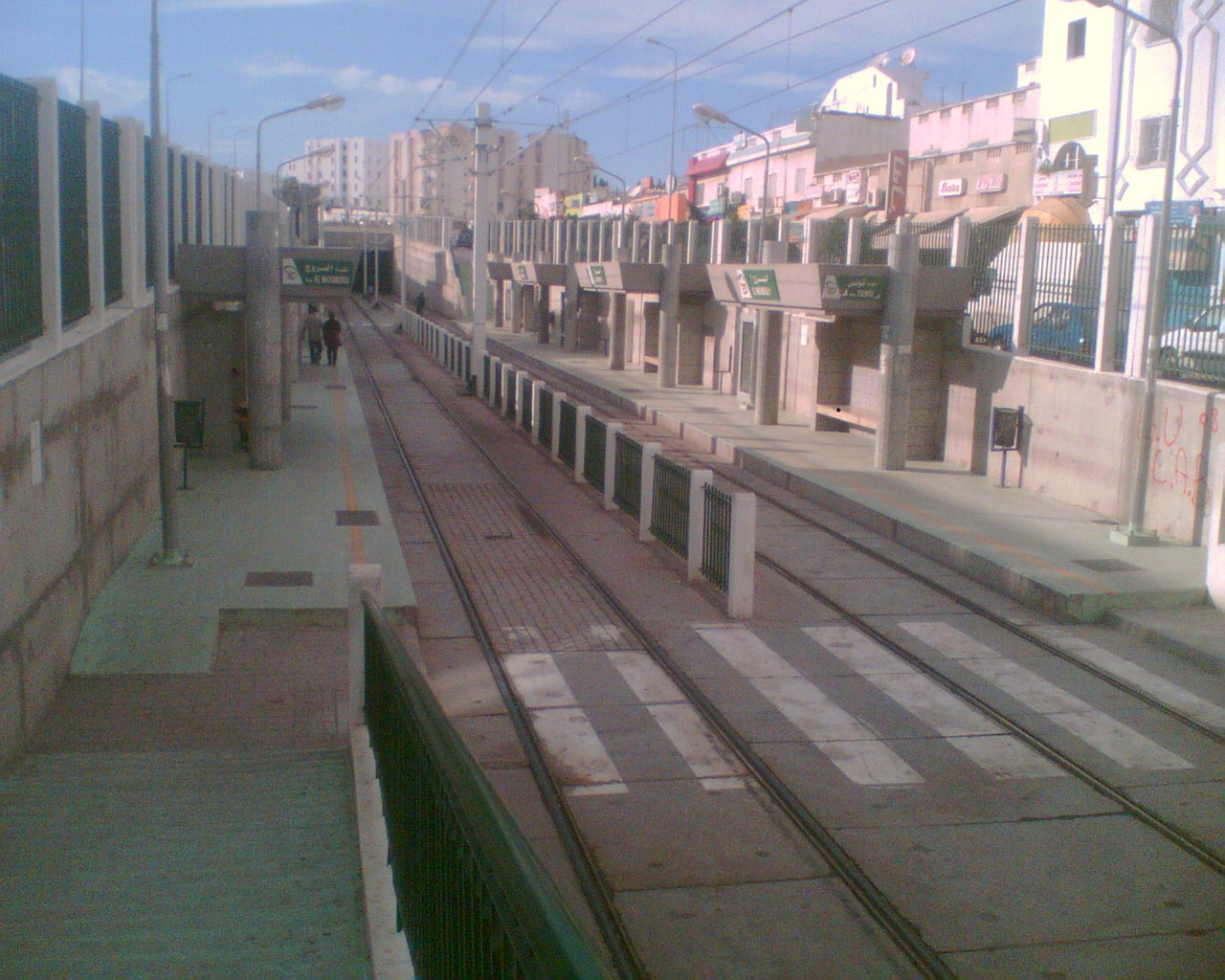
El Mourouj wordt bediend door lijn 6 van de metro van Tunis

El Mourouj (Arabisch: المروج) is een stad in Tunesië in het gouvernement Ben Arous. Het is een voorstad van Tunis en de gemeente met het hoogste inwonertal van Ben Arous.
Bij de volkstelling van 2014 telde El Mourouj 104.538 inwoners, waarmee het de op negen na grootste stad van het land is.